# 盖什提南娜
盖什提南娜（Ngeshtin-ana），又称盖什廷宁、“天堂的葡萄藤”，是苏美尔神话中一位地位较为次要的女神。她是杜木兹的姐姐、宁吉济达的妻子。在苏美尔有关因南娜和杜木兹的故事中，盖什提南娜给杜木兹释梦，预见到他必然毁灭的命运，但竭力帮助他争脱被因南娜和埃列什基伽勒掌控的命运。在他被抓到地狱之前，杜木兹在她的屋子里变成了一头羚羊。
故事中讲到，盖什提南娜不顾酷刑（魔鬼往她胸上浇热油等），不肯交出杜木兹，后来杜木兹终于被魔鬼捉住后，盖什提南娜甘愿牺牲自己，代替杜木兹在地狱里受罪。因南娜裁决，她与杜木兹轮换，各在地狱呆半年。
在苏美尔神话： 
- 她是恩基和宁胡尔萨格的女儿。
- 杜木兹死后，盖什提南娜日夜悲伤。
- 她去世后，她成为了葡萄酒和冬季女神。她是一位诗圣和释梦者。

## 参阅文献
1. ↑  《世界神话辞典》，“盖什提南娜<苏美尔>”，第854页，辽宁人民出版社，1989年

- 迈克尔·乔丹, 神之百科全书, 凯尔-凯西限公司, 2002年